# Isomeri dell'idrogeno

Isomeri di spin dell'idrogeno molecolare

L'idrogeno ha due forme di isomeri, una con lo spin nucleare dei suoi due protoni allineati parallelamente (orto-idrogeno), l'altra con i due spin allineati antiparallelamente (para-idrogeno). Spesso detti isomeri per lo spin.
Il para-idrogeno è lo stato con energia minore. A temperatura ambiente e all'equilibrio termico, la eccitazione termica determina che approssimativamente l'idrogeno molecolare consiste del 75% di orto-idrogeno e 25% di para-idrogeno. Quando l'idrogeno viene liquefatto, vi è una lenta spontanea trasformazione dell'orto-idrogeno in para-idrogeno, raggiungendo un nuovo equilibrio termodinamico. L'energia rilasciata in questo processo provoca un eccesso di liquido evaporato (circa la metà della quantità originaria). Se la temperatura è sufficientemente bassa è possibile ottenere para-idrogeno puro, mentre anche a temperature molto alte non è possibile ottenere un campione con più del 75% di orto-idrogeno.

## Stati di spin nucleare dell' H2
Ogni molecola di idrogeno (H2) consiste di due atomi di idrogeno tenuti insieme da un legame covalente. Se trascuriamo la piccola percentuale di deuterio che può essere presente, ogni atomo di idrogeno consiste di un protone e un elettrone. Ogni protone ha uno spin di 1/2. Nella molecola di H2, gli spin dei due nuclei di idrogeno si accoppiano formano un tripletto
detto orto-idrogeno o un singoletto detto para-idrogeno.
Lo stato di tripletto (orto-idrogeno) ha uno spin nucleare totale di I=1 così che le componenti del momento angolare su un asse possono avere tre valori MI = 1, 0, or −1. Le corrispondenti funzioni d'onda dello spin nucleare sono {\displaystyle |\uparrow \uparrow \rangle ,(1/{\sqrt {2}})(|\uparrow \downarrow \rangle +|\downarrow \uparrow \rangle )} e {\displaystyle |\downarrow \downarrow \rangle } nella notazione bra-ket. Ogni livello energetico dell'orto-idrogeno ha spin nucleare con tre livelli di energia degeneri, cioè vi sono tre stati che hanno la stessa energia in assenza di campo magnetico. Lo stato di singoletto, para-idrogeno, ha numero quantico di spin nucleare pari a I=0 e MI = 0, con funzione d'onda {\displaystyle (1/{\sqrt {2}})(|\uparrow \downarrow \rangle -|\downarrow \uparrow \rangle )}. Poiché vi è un solo stato possibile, ogni livello di para-idrogeno ha una degenerazione dello spin pari a 1 ed è detto non degenere.
La forma para è più stabile della orto, la differenza in energia è di 0.011 eV (1.06 kJ/mol). Tale differenza di energia è piccola rispetto a quella dovuta alla agitazione termica a 300 K: kBT=0.026 eV; per cui a temperatura ambiente il rapporto tra orto e para è pari a 3:1. A bassa temperatura, (20 K,temperatura di liquefazione dell'idrogeno a pressione atmosferica): kBT=0.0018 eV, quindi l'equilibrio si sposta verso il 99.8% di para-idrogeno e solo 0.02% di orto-idrogeno. L'energia di vaporizzazione dell'idrogeno è appena 0.009 eV
(0.9 kJ/mole). Di conseguenza la trasformazione da orto-idrogeno a para-idrogeno determina una significativa diminuzione del liquido condensato.

## Termodinamica statistica quantistica dell' H2

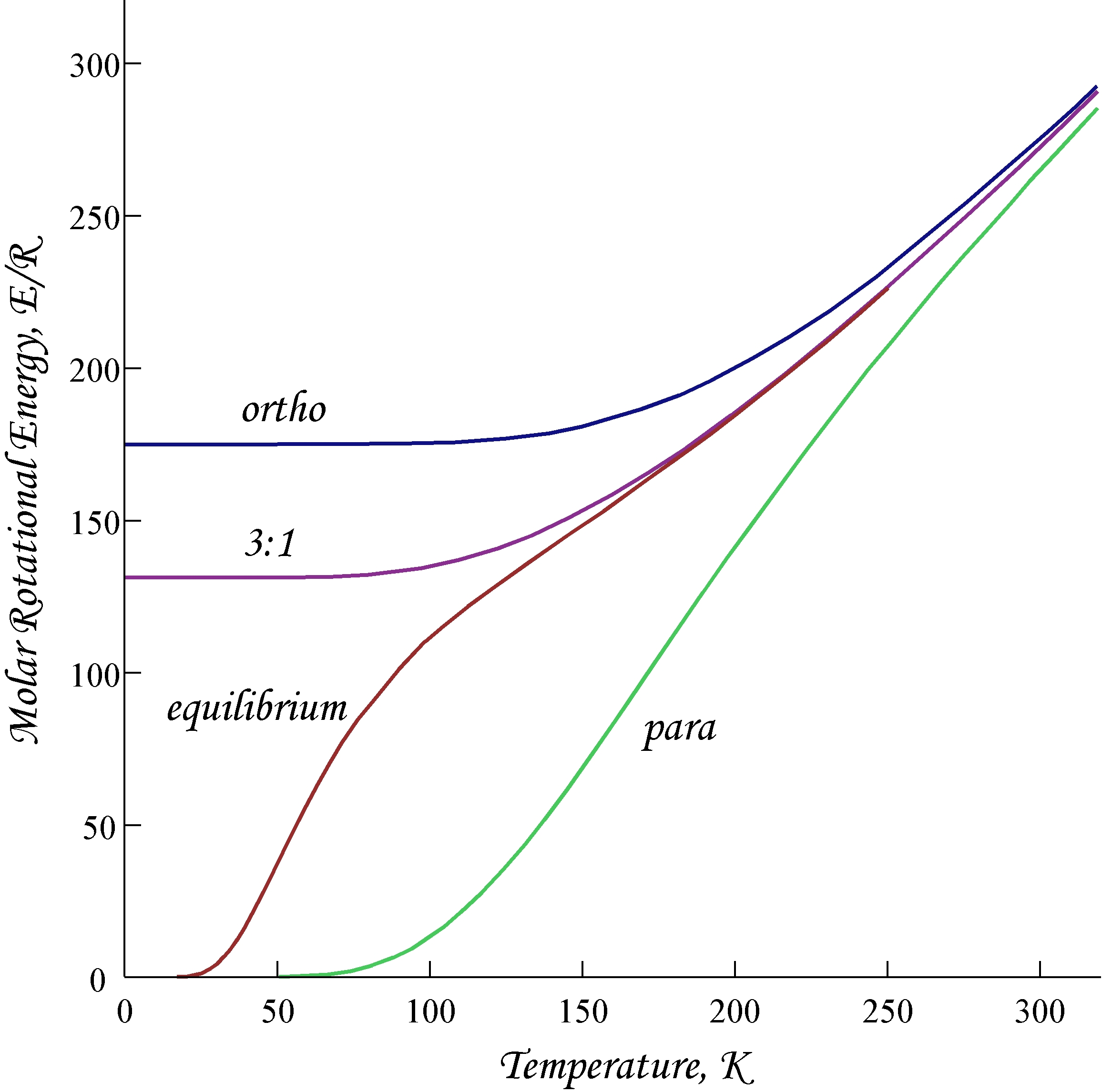
Energia interna rotazionale per mole in unità di R, quindi tale energia è in K

I protoni avendo spin 1/2 sono fermioni e la antisimmetria permutazionale della funzione d'onda totale dell'H2 pone restrizioni sui possibili stati rotazionali delle due forme che può adottare l'H2. L'orto-idrogeno, con funzione dello spin nucleare simmetrica, può avere solo funzioni d'onda rotazionali che sono antisimmetriche rispetto alla permutazione dei due protoni, che corrispondono a valori dispari del numero quantico rotazionale J; al contrario, il para-idrogeno con funzione dello spin nucleare antisimmetrica, può avere solo valori pari del numero quantico rotazionale J. Applicando la meccanica quantistica ai corpi rigidi, le energie dei vari stati sono:
{\displaystyle E_{J}={\frac {J(J+1)\hbar ^{2}}{2I}};{\text{ }}g_{J}=2J+1}
Dove I è il momento di inerzia della molecola di idrogeno.
Di conseguenza la funzione di partizione degli stati rotazionali è:
{\displaystyle Z_{\text{rot}}=\sum \limits _{J=0}^{\infty }{g_{J}e^{-E_{J}/{k_{B}T}\;}}}
Se la separiamo nelle due fasi:
{\displaystyle {\begin{aligned}Z_{\text{para}}&=\sum \limits _{{\text{pari }}J}{(2J+1)e^{{-J(J+1)\hbar ^{2}}/{2Ik_{B}T}\;}}\\Z_{\text{orto}}&=3\sum \limits _{{\text{dispari }}J}{(2J+1)e^{{-J(J+1)\hbar ^{2}}/{2Ik_{B}T}\;}}\end{aligned}}}

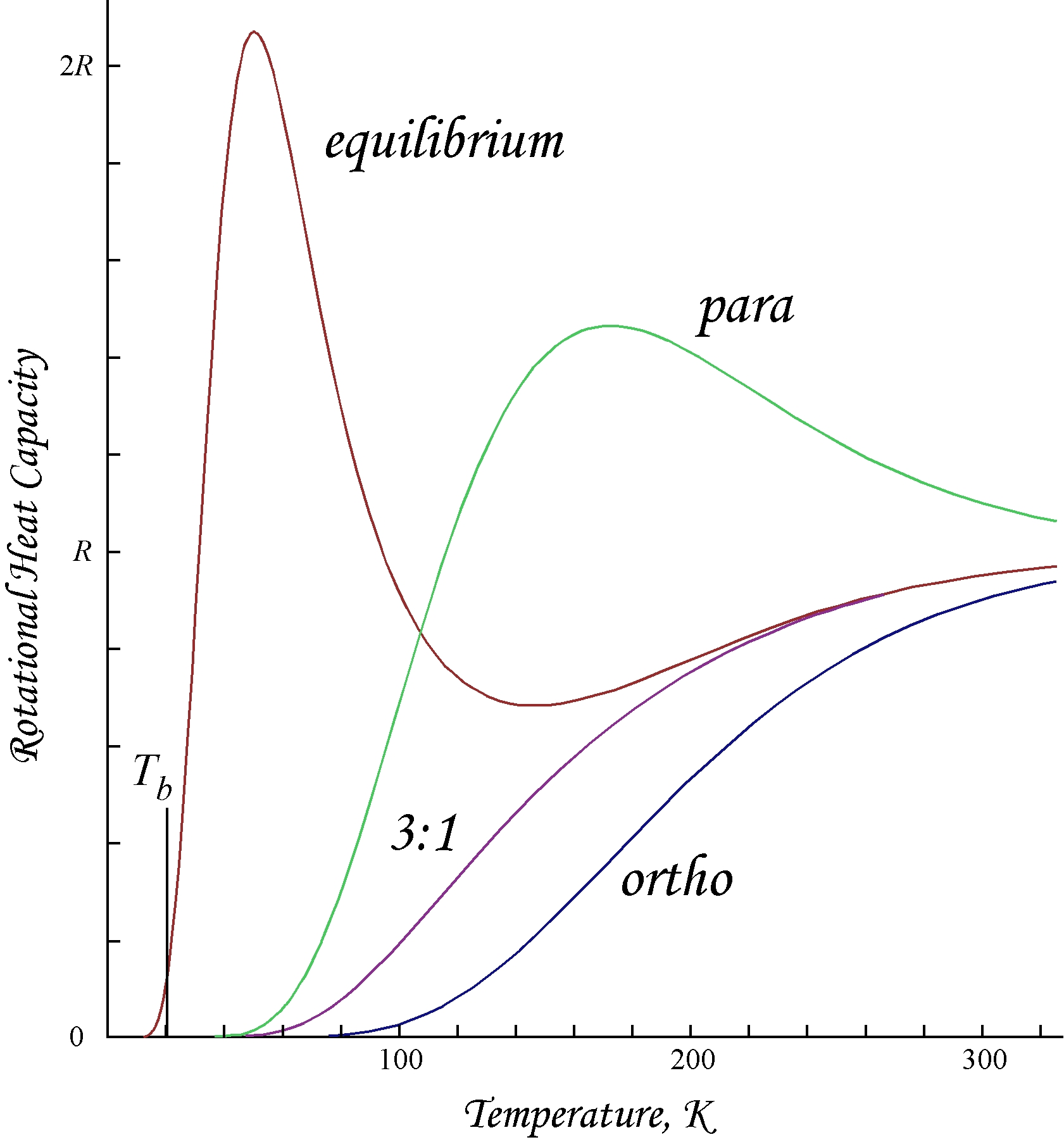
Calore specifico molare. T_{b} è la temperatura di liquefazione a pressione atmosferica dell'idrogeno

Il fattore 3 nella fase orto tiene conto della degenerazione associata con lo spin 1; quando l'equilibrio tra i due isomeri è possibile, possiamo scrivere una funzione di partizione totale che include la degenerazione:
{\displaystyle Z_{\text{equil}}=\sum \limits _{J=0}^{\infty }{\left(2-(-1)^{J}\right)(2J+1)e^{{-J(J+1)\hbar ^{2}}/{2Ik_{B}T}\;}}}
Dalla conoscenza della funzione di partizione possiamo determinare l'energia interna e il calore specifico rotazionale:
{\displaystyle {\begin{aligned}U_{\text{rot}}&=RT^{2}\left({\frac {\partial \ln Z_{\text{rot}}}{\partial T}}\right)\\C_{v,{\text{ rot}}}&={\frac {\partial U_{\text{rot}}}{\partial T}}\end{aligned}}}
I grafici a fianco mostrano come variano l'energia interna (in kelvin) e il calore specifico con la temperatura.
L'orto-idrogeno ha quindi una energia residua dovuta alla differenza di energia tra i due stati (espressa sempre in K):
{\displaystyle {\frac {E_{J=1}-E_{J=0}}{k_{B}}}=2\theta _{rot}={\frac {\hbar ^{2}}{k_{B}I}}=174.98{\text{ K}}}
Definendo in questa maniera la temperatura rotazionale {\displaystyle \theta _{rot}}.
Questa differenza di energia corrisponde nel grafico dell'energia interna alla intercetta a T=0 K dell'orto-idrogeno. Poiché l'idrogeno a temperatura ambiente è una miscela 3:1 (orto:para) la sua residua energia molare a bassa temperatura è  (3/4) x 2Rθrot = 1091 J/mol. Quindi più grande 
del calore latente di evaporazione dell'idrogeno liquido, 904 J/mol alla temperatura di evaporazione Tb = 20.369 K.. La temperatura di evaporazione del para-idrogeno è Tb = 20.277 K ed il suo calore latente di evaporazione vale 898 J/mol, quindi praticamente eguale a quello dato prima che è la miscela normale (3:1). Quindi quando viene raffreddato l'idrogeno liquido mantiene tutta l'energia residua rotazionale dell'orto-idrogeno.
Tuttavia, l'orto-idrogeno è termodinamicamente instabile a bassa temperatura e spontaneamente si trasforma in para-idrogeno. Questo processo non ha un modo radiativo naturale di diseccitazione, quindi è molto lento in assenza di un catalizzatore che facilita la conversione tra stati di tripletto e di singoletto. A temperatura ambiente, l'idrogeno contiene 75% di orto-idrogeno, una proporzione che il processo di liquefazione mantiene in assenza di un catalizzatore come ossido di ferro, carbone attivo, terre rare, composti dell'uranio e composti del nichel. In genere quindi durante la liquefazione dell'idrogeno si utilizzano catalizzatori e si fornisce un eccesso di potere refrigerante per compensare la conversione di orto-idrogeno in para-idrogeno. Se l'orto-idrogeno non è rimosso durante la fase di liquefazione, il calore rilasciato durante il suo decadimento fa evaporare circa il 50% del liquido liquefatto.
Werner Heisenberg e Friedrich Hund nel 1927 previdero che vi erano due diverse forme di idrogeno molecolare. Partendo da questa previsione teorica nel 1929 P. Harteck e K. F. Bonhoeffer sintetizzarono del puro para-idrogeno. Quando Heisenberg ricevette il premio Nobel nel 1932 in fisica per la teoria della meccanica quantistica, fu posto in evidenza nella motivazione del premio la più rivelante applicazione della teoria quantistica la previsione delle forme allotropiche dell'idrogeno. 
Attualmente si riesce a produrre puro para-idrogeno mediante tecniche di evaporazione veloci in vuoto: mediante tali tecniche si producono strati di paraidrogeno solido spesso qualche mm: le proprietà ottiche del para-idrogeno sono eccellenti.

## Uso nella risonanza magnetica nucleare
Quando un eccesso di para-idrogeno è usato durante le reazioni di idrogenazione (invece della miscela normale di orto e para 3:1), il risultato della reazione esibisce un effetto sul segnale NMR dei protoni. Tale effetto spesso indicato con l'acronimo PHIP (Parahydrogen Induced Polarisation).

## Altre sostanze con isomeri di spin
Vi sono altre molecole o gruppi funzionali che contengono due atomi di idrogeno come la molecola dell'acqua (H2O) o il ponte metilene (-CH2-), anche in questi abbiamo la forma orto e para, ma tali forme hanno poca importanza da un punto di vista delle proprietà termiche. Poiché la differenza di energia tra gli stati orto e para è diversa da quelli della molecola di idrogeno il rapporto tra la fase orto e para non è 3:1.
La molecola di ossigeno (O2) anche ha tre stati di tripletto e uno stato di singoletto. Lo stato di tripletto è paramagnetico ed ha l'energia minore,  mentre quello di singoletto è diamagnetico ed a energia maggiore. Ma al contrario dell'idrogeno questi stati dipendono dagli spin degli elettroni spaiati, non dai protoni del nucleo.